# تور دوچرخه‌سواری برابانتسه پایل
تور دوچرخه‌سواری برابانتسه پایل (هلندی: Brabant Arrow) به معنی کمان برابانت، مسابقهٔ دوچرخه‌سواری یک‌روزه‌ای است که به صورت سالانه در منطقه‌های برابانت فلاندر و برابانت والونی در کشور بلژیک برگزار می‌شود و بخشی از مسابقات کلاسیک فلاندر است.
از سال ۲۰۰۵ این مسابقه با درجهٔ ۱ جزئی از تور دوچرخه‌سواری اروپا بود. در سال ۲۰۱۱ درجهٔ آن به استثنایی (HC.1) ارتقا یافت. ادویگ فن هویدونک چهار بار قهرمان برابانتسه پایل شده‌است و رکورددار است.
در سال ۲۰۱۱ زمان برگزاری مسابقه از یکشنبهٔ پیش از تور فلاندر به چهارشنبهٔ پیش از مسابقهٔ طلایی آمستل جابجا شد. در سال‌های اخیر آغاز مسابقه در زوانتم و پایان آن در اوریژز است.

## برندگان چندگانه
| رکابزن                    | پیروزی | دوره‌ها                 |
| ------------------------- | ------ | ---------------------- |
| Edwig Van Hooydonck (BEL) | ۴      | ۱۹۸۷، ۱۹۹۱، ۱۹۹۳، ۱۹۹۵ |
| Johan Capiot (BEL)        | ۳      | ۱۹۸۸، ۱۹۸۹، ۱۹۹۲       |
| Johan Museeuw (BEL)       | ۳      | ۱۹۹۶، ۱۹۹۸، ۲۰۰۰       |
| اسکار فریره (ESP)         | ۳      | ۲۰۰۵، ۲۰۰۶، ۲۰۰۷       |
| Herman Van Springel (BEL) | ۲      | ۱۹۷۰، ۱۹۷۴             |
| Michele Bartoli (ITA)     | ۲      | ۱۹۹۴، ۱۹۹۹             |
| فیلیپ گیلبرت (BEL)        | ۲      | ۲۰۱۱، ۲۰۱۴             |